# Uracanthus parallelus
Uracanthus parallelus är en skalbaggsart som beskrevs av Lea 1916. Uracanthus parallelus ingår i släktet Uracanthus och familjen långhorningar. Inga underarter finns listade i Catalogue of Life.